# محتوى الويب

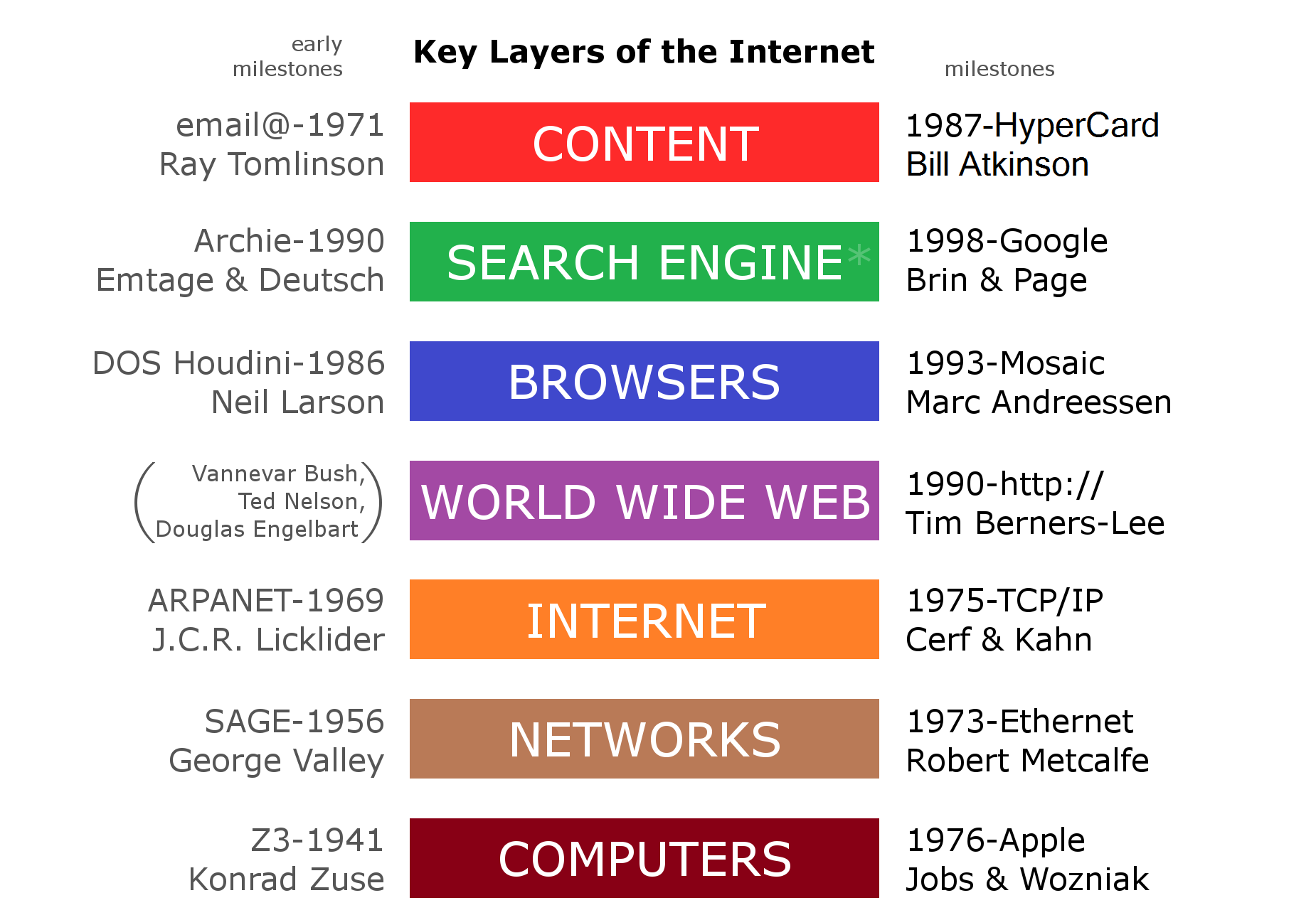

محتوى الويب (بالإنجليزية: web content)‏ هو كل محتوى مرئى أو مسموع على أي موقع ويب ويشمل هذا الصور والفيديو والنصوص والملفات الصوتية.

## نظرة عامة
محتوى الويب دائما يعرض في شكل صفحة ويب مكتوبة بلغة تصميم صفحات الويب مثل لغة لغة ترميز النص الفائق وقد يتكون موقع الويب من عدة صفحات كل منها له محتوى ويب مختلف.
يعرف Lou Rosenfeld and Peter Morville المحتوى بأنه أي شيء يمكن وضعه على موقع الويب، ويشمل ذلك الوثائق، والبيانات، والتطبيقات، والخدمات الإلكترونية، والصور، وملفات الصوت والفيديو، وصفحات الويب الشخصية، ورسائل البريد الإلكتروني المحفوظة.

## بداية محتوى الويب
لم يظهر محتوى الويب بشكله الحالي مع بداية ظهور الإنترنت التي بدأت على شكل مشروع بحثي لحكومة الولايات المتحدة في أواخر الخمسينات، ولم تظهر شبكة الإنترنت بشكلها الحالي الا بعد أن قدم تيم بيرنرز لي وزملاؤه في المختبر الأوروبي (سيرن) مفهوم النص التشعبي لربط المستندات والصفحات، وتحسن التعامل مع محتوى الوب بشكل ملحوظ بعد ظهور متصفحات الإنترنت مثل Mosaic، الذي تطور لاحقا إلى المتصفح المشهور Netscape.
استخدام النص التشعبي، والارتباطات التشعبية وبناء مواقع الوب بالاعتماد على مفهوم الصفحات الذي اقترح من قبل Mosaic ساعد في تحديد مفهوم المحتوى على شبكة الإنترنت، كما جعل إنشاء مواقع الوب بمفهومها الحالي ممكناً، كما ساعد في تصنيف مواقع الوب حسب طبيعة المحتوى الذي تحتويه مثل تصنيف الماقع إلى مواقع تجارية أو تعليمية أو اخبارية وغير ذلك من التصنيفات.